# Caulibugula binata
Caulibugula binata är en mossdjursart som beskrevs av Liu 1985. Caulibugula binata ingår i släktet Caulibugula och familjen Bugulidae. Inga underarter finns listade i Catalogue of Life.